# 잔벌레아목
잔벌레아목(Sphaeromatidea)은 등각류에 속하는 갑각류 아목의 하나이다.

## 하위 과
- 세롤리스상과 (Seroloidea)
  - 바세롤리스과 (Basserolidae) - 유일속 바세롤리스속 (Basserolis)
  - Bathynataliidae
  - 플라카르트리움과 (Plakarthriidae) - 유일속 플라카르트리움속 (Plakarthrium)
  - 세롤리스과 (Serolidae)
- 잔벌레상과 (Sphaeromatoidea)
  - † Archaeoniscidae
  - Ancinidae
  - 잔벌레과 (Sphaeromatidae)
  - Tecticipitidae